# Tulcán
Tulcán, é a capital de Carchi, pertencente à Zona Região Norte do Equador. Está localizado nos Andes do Equador, na fronteira com a Colômbia, esta a 2,950 m (8,1 in) de Altitude, constituindo a capital mais alta do Equador, mantendo um clima frio andino.
Tulcán é também uma das cidades mais a norte do país, razão pela qual também é conhecido como "Centinela del Norte". A 7 km da fronteira colombiana; isto é, da ponte internacional de Rumichaca, compartilhada pelos países.
Sua população é de 60.403 habitantes. A cidade e o cantão fazem parte da aglomeração binacional de Tulcán-Ipiales, onde vivem 196.630 habitantes, embora esses números possam ser mais altos, uma vez que a figura dada para o município de Ipiales corresponde ao censo de 2005 e ao cantão Tulcán ao censo de 2010 .Estima para 2012, que a população metropolitana de ambas as cidades aglomeradas é de cerca de 220 mil habitantes, e é, portanto, a região metropolitana da fronteira mais populosa do lado equatoriano e a segunda mais povoada do lado colombiano (a área metropolitana de Cúcuta é mais povoada do lado colombiano).

## Clima
Tulcán apresenta um clima mediterrâneo (Csb) sob a Classificação climática de Köppen-Geiger.
| Dados climáticos para Tulcán                     | Dados climáticos para Tulcán | Dados climáticos para Tulcán | Dados climáticos para Tulcán | Dados climáticos para Tulcán | Dados climáticos para Tulcán | Dados climáticos para Tulcán | Dados climáticos para Tulcán | Dados climáticos para Tulcán | Dados climáticos para Tulcán | Dados climáticos para Tulcán | Dados climáticos para Tulcán | Dados climáticos para Tulcán | Dados climáticos para Tulcán |
| Mês                                              | Jan                          | Fev                          | Mar                          | Abr                          | Mai                          | Jun                          | Jul                          | Ago                          | Set                          | Out                          | Nov                          | Dez                          | Ano                          |
| ------------------------------------------------ | ---------------------------- | ---------------------------- | ---------------------------- | ---------------------------- | ---------------------------- | ---------------------------- | ---------------------------- | ---------------------------- | ---------------------------- | ---------------------------- | ---------------------------- | ---------------------------- | ---------------------------- |
| Média alta °C (°F)                               | 16.6 (61.9)                  | 16.6 (61.9)                  | 16.6 (61.9)                  | 16.8 (62.2)                  | 16.7 (62.1)                  | 15.9 (60.6)                  | 15.3 (59.5)                  | 15.6 (60.1)                  | 16.4 (61.5)                  | 17.0 (62.6)                  | 17.1 (62.8)                  | 16.8 (62.2)                  | 16.45 (61.61)                |
| Média baixa °C (°F)                              | 6.4 (43.5)                   | 6.6 (43.9)                   | 6.7 (44.1)                   | 7.0 (44.6)                   | 6.8 (44.2)                   | 6.3 (43.3)                   | 5.6 (42.1)                   | 5.5 (41.9)                   | 5.8 (42.4)                   | 6.4 (43.5)                   | 6.5 (43.7)                   | 7.4 (45.3)                   | 6.42 (43.54)                 |
| Precipitação média mm (pol.)                     | 75 (2.95)                    | 80 (3.15)                    | 92 (3.62)                    | 106 (4.17)                   | 78 (3.07)                    | 58 (2.28)                    | 37 (1.46)                    | 37 (1.46)                    | 51 (2.01)                    | 113 (4.45)                   | 120 (4.72)                   | 94 (3.7)                     | 941 (37.04)                  |
| Fonte: http://pt.climate-data.org/location/2978/ |                              |                              |                              |                              |                              |                              |                              |                              |                              |                              |                              |                              |                              |